# Ponor Saddle
Der Ponor Saddle (englisch; bulgarisch седловина Понор sedlowina Ponor) ist ein 1,6 km langer, 2000 m hoher, flacher und vereister Bergsattel im westantarktischen Ellsworthland. In der südlichen Sentinel Range des Ellsworthgebirges bildet er 1,44 km nördlich des Mount Liptak, 4 km ostsüdöstlich des Krusha Peak und 2,38 km südsüdöstlich des Mount Allen ein Teilstück der Wasserscheide zwischen dem Bolgrad- und dem Kornicker-Gletscher.
US-amerikanische Wissenschaftler kartierten ihn 1988. Die bulgarische Kommission für Antarktische Geographische Namen benannte ihn 2012 nach der Ortschaft Ponor im Westen Bulgariens.